# Megaloglossus azagnyi
Megaloglossus azagnyi és una espècie de ratpenat de la família dels fil·lostòmids. Viu a Costa d'Ivori, Ghana, Guinea, Libèria, Sierra Leone i Togo. S'alimenta de nèctar i pol·len. Els seus hàbitats naturals són els boscos humits tropicals de plana, els boscos d'aiguamolls i els mosaics de bosc i herbassar. És una espècie en risc mínim, és a dir, no sembla que hi hagi cap amenaça significativa per a la seva supervivència.